# IAAF Road Race Label Events 2012
Navigation
Édition précédente Édition suivante
Les courses sur route à labels de l'IAAF 2012 (en anglais : IAAF Road Race Label Events) sont des compétitions d'athlétisme régies par l'IAAF. Le circuit regroupe les meilleures compétitions mondiales hors-stade dans les épreuves du marathon, du semi-marathon ainsi que d'autres courses sur route sur des distances allant de 5 à 20 kilomètres.

## Label d'or
Les épreuves classées en première catégorie sous le nom de Courses Label d’Or IAAF (en anglais : IAAF Gold Label Road Races) sont les suivantes en 2012 :
- Épreuves faisant également partie du circuit des World Marathon Majors

| Date         | Epreuves                                       | Distance   | Vainqueur Homme                   | Vainqueur Femme                   |
| ------------ | ---------------------------------------------- | ---------- | --------------------------------- | --------------------------------- |
| 7 janvier    | Marathon de Xiamen Xiamen                      | 42,195 km  | Peter Kamais Lotagor              | Ashu Kasim                        |
| 15 janvier   | Marathon de Bombay Bombay                      | 42,195 km  | Laban Moiben                      | Netsanet Achamo                   |
| 27 janvier   | Marathon de Dubaï Dubaï                        | 42,195 km  | Ayele Abshero                     | Aselefech Mergia                  |
| 17 février   | Semi-marathon de Ras el Khaïmah Ras el Khaïmah | 21,0975 km | Dennis Kipruto Kimetto            | Mary Jepkosgei Keitany            |
| 26 février   | Marathon de Tokyo Tokyo                        | 42,195 km  | Michael Kipkorir Kipyego          | Atsede Habtamu                    |
| 26 février   | World’s Best 10K San Juan                      | 10 km      | Sammy Kirop Kitwara               | Vivian Jepkemoi Cheruiyot         |
| 4 mars       | Marathon du lac Biwa Ōtsu                      | 42,195 km  | Samuel Ndungu Wanjiku             | —                                 |
| 11 mars      | Marathon de Nagoya Nagoya                      | 42,195 km  | —                                 | Albina Majorowa                   |
| 18 mars      | Marathon de Séoul Séoul                        | 42,195 km  | Wilson Loyanae Ekupe              | Feyse Tadese                      |
| 18 mars      | Marathon de Rome Rome                          | 42,195 km  | Luka Lokobe Kanda                 | Hellen Jemaiyo Kimutai            |
| 25 mars      | Semi-marathon de Lisbonne Lisbonne             | 21,0975 km | Zersenay Tadese                   | Shalane Flanagan                  |
| 31 mars      | Semi-marathon de Prague Prague                 | 21,0975 km | Atsedu Tsegay                     | Joyce Chepkirui                   |
| 15 avril     | Marathon de Paris Paris                        | 42,195 km  | Stanley Kipleting Biwott          | Tirfi Tsegaye                     |
| 15 avril     | Marathon de Vienne Vienne                      | 42,195 km  | Henry Kemo Sugut                  | Fate Tola                         |
| 16 avril     | Marathon de Boston Boston                      | 42,195 km  | Wesley Korir                      | Sharon Jemutai Cherop             |
| 27 avril     | Marathon de Londres Londres                    | 42,195 km  | Wilson Kipsang                    | Mary Jepkosgei Keitany            |
| 13 mai       | Marathon de Prague Prague                      | 42,195 km  | Deressa Chimsa                    | Agnes Jepkemboi Kiprop            |
| 20 mai       | Great Manchester Run Manchester                | 10 km      | Haile Gebrselassie                | Linet Chepkwemoi Masai            |
| 27 mai       | World 10K Bangalore Bangalore                  | 10 km      | Geoffrey Kipsang Kamworor         | Helah Kiprop                      |
| 29 juillet   | Semi-marathon de Bogota Bogota                 | 21,0975 km | Peter Cheruiyot Kirui             | Gladys Cherono                    |
| 16 septembre | Great North Run Newcastle-upon-Tyne            | 10 km      | Wilson Kipsang                    | Tirunesh Dibaba                   |
| 16 septembre | Giro di Castelbuono (en) Castelbuono           | 10 km      | Tariku Bekele                     | —                                 |
| 30 septembre | Marathon de Berlin Berlin                      | 42,195 km  | Geoffrey Kiprono Mutai            | Aberu Kebede                      |
| 30 septembre | Semi-marathon de Dehli (en) New Delhi          | 21,0975 km | Edwin Kipyego                     | Wude Ayalew                       |
| 30 septembre | Semi-marathon de Lisbonne Lisbonne             | 21,0975 km | Martin Kiptoo Lel                 | Priscah Jeptoo                    |
| 7 octobre    | Marathon de Chicago Chicago                    | 42,195 km  | Tsegay Kebede                     | Atsede Baysa                      |
| 28 octobre   | Great South Run Portsmouth                     | 10 Meilen  | Stephen Mokoka                    | Joanne Pavey                      |
| 28 octobre   | Marathon de Chuncheon Chuncheon                | 42,195 km  | David Kemboi Kiyeng               | Park Yu-jin                       |
| 28 octobre   | Marathon de Francfort Francfort                | 42,195 km  | Patrick Makau Musyoki             | Meselech Melkamu                  |
| 4 novembre   | Marathon de New York New York                  | 42,195 km  | annulé à cause de l'Ouragan Sandy | annulé à cause de l'Ouragan Sandy |
| 11 novembre  | Marathon d'Istanbul Istanbul                   | 42,195 km  | Stephen Chebogut                  | Koren Jelela                      |
| 18 novembre  | Marathon de Turin Turin                        | 42,195 km  | Patrick Kipyegon Terer            | Sharon Jemutai Cherop             |
| 25 novembre  | Marathon de Pékin Pékin                        | 42,195 km  | Tariku Jufar                      | Jia Chaofeng                      |
| 2 décembre   | Marathon de Fukuoka Fukuoka                    | 42,195 km  | Joseph Kariuki Gitau              | —                                 |
| 2 décembre   | Marathon de Singapour Singapour                | 42,195 km  | Kennedy Liprop Lilian             | Irene Jerotich Kosgei             |

## Label d'argent
Les épreuves classées en deuxième catégorie sous le nom de Courses Label d’Argent IAAF (en anglais : IAAF Silver Label Road Races) sont les suivantes en 2012 :
| Date        | Epreuve                            | Distance   | Vainqueur Homme           | Vainqueur Femme         |
| ----------- | ---------------------------------- | ---------- | ------------------------- | ----------------------- |
| 29 janvier  | Marathon d’Osaka Osaka             | 42,195 km  | –                         | Risa Shigetomo          |
| 5 février   | Beppu-Ōita Marathon Ōita           | 42,195 km  | Harun Njoroge Mbugua      | Tiyuki Mochiduki        |
| 5 février   | Semi-marathon de Marugame Marugame | 21,0975 km | Mathew Kipkoech Kisorio   | Tiki Gelana             |
| 5 février   | Marathon de Hong Kong Hong Kong    | 42,195 km  | Dereje Abera              | Misikir Mekonnin        |
| 26 février  | Semi-marathon Rome-Ostie Rome      | 21,0975 km | Philemon Kimeli Limo      | Florence Jebet Kiplagat |
| 15 avril    | Marathon de Rotterdam Rotterdam    | 42,195 km  | Yemane Tsegay             | Tiki Gelana             |
| 15 avril    | Great Ireland Run Dublin           | 10 km      | Kenenisa Bekele           | Gemma Steel             |
| 22 avril    | Marathon de Madrid Madrid          | 42,195 km  | Patrick Korir             | Margaret Agai           |
| 29 avril    | Semi-marathon de Yangzhou Yangzhou | 21,0975 km | Ayele Abshero             | Philes Moora Ongori     |
| 26 mai      | Ottawa 10K Road Race Ottawa        | 10 km      | Geoffrey Kiprono Mutai    | Lindsey Scherf          |
| 27 mai      | Marathon d'Ottawa Ottawa           | 42,195 km  | Laban Moiben              | Yeshi Esayias           |
| 2 juin      | Freihofer's Run for Women Albany   | 5 km       | –                         | Mamitu Daska            |
| 8 septembre | Grand Prix de Prague Prague        | 10 km      | Henry Kiplagat            | –                       |
| 14 octobre  | Marathon de Toronto Toronto        | 42,195 km  | Sahle Warga               | Mary Davie              |
| 14 octobre  | Marathon d'Eindhoven Eindhoven     | 42,195 km  | Dickson Kiptolo Chumba    | Aberume Mekuria         |
| 21 octobre  | Marathon d'Amsterdam Amsterdam     | 42,195 km  | Wilson Kwambai Chebet     | Meseret Hailu           |
| 21 octobre  | Marathon de Gyeongju Gyeongju      | 42,195 km  | Wilson Loyanae Ekupe      | Choi Bo-ra              |
| 28 octobre  | Course Marseille-Cassis Marseille  | 20,308 km  | Edwin Kipyego             | Mercy Jerotich Kibarus  |
| 28 octobre  | Marathon de Venise Venise          | 42,195 km  | Philemon Kipchumba Kisang | Emebt Etea              |
| 4 novembre  | JoongAng Seoul Marathon Séoul      | 42,195 km  | James Kipsang Kwambai     | Choi Kyung-hee          |
| 18 novembre | Marathon de Yokohama Yokohama      | 42,195 km  | –                         | Lydia Cheromei          |
| 31 décembre | San Silvestre Vallecana Madrid     | 10 km      | Tariku Bekele             | Gelete Burka            |

## Label de bronze
Les épreuves classées en troisième catégorie sous le nom de Courses Label de bronze IAAF (en anglais : IAAF Bronze Label Road Races) sont les suivantes en 2012 :
| Date        | Epreuve                                                    | Distance   | Vainqueur Homme               | Vainqueur Femme        |
| ----------- | ---------------------------------------------------------- | ---------- | ----------------------------- | ---------------------- |
| 8 avril     | Marathon de Pyongyang Pyongyang                            | 42,195 km  | Oleksandr Matwijtschuk        | Kim Mi-gyong           |
| 15 avril    | Marathon de Nagano Nagano                                  | 42,195 km  | Francis Kibiwott Larabal      | Pauline Wangui Ngigi   |
| 15 avril    | Marathon de Brighton Brighton                              | 42,195 km  | Peter Kimeli Some             | Swjatlana Kouhan       |
| 29 avril    | Marathon de Düsseldorf Düsseldorf                          | 42,195 km  | Dibaba Tola                   | Agnes Jeruto Barsosio  |
| 6 mai       | Marathon de Hanovre Hanovre                                | 42,195 km  | Joseph Kiprono Kiptum         | Natalja Putschkowa     |
| 20 mai      | Marathon de Riga Riga                                      | 42,195 km  | Titus Kipkorir Kurgat         | Iraida Alexandrowa     |
| 23 juin     | Corrida de Langueux Langueux                               | 10 km      | Fikadu Haftu                  | Christelle Daunay      |
| 23 juin     | Vidovdan Road Race Brčko                                   | 10 km      | Boniface Kirui                | Lisa Christina Stublić |
| 12 août     | Marathon international de Sibérie Omsk                     | 42,195 km  | Nikolay Grigorov              | Volha Mazuronak        |
| 9 septembre | Semi-marathon Auray – Vannes Auray - Vannes                | 21,0975 km | Geoffrey Kenesi               | Gladys Kipsoi          |
| 14 octobre  | 20 km de Paris Paris                                       | 20 km      | Ezekiel Nizigiyimana          | Cynthia Cherotich Limo |
| 21 octobre  | Great Birmingham Run Birmingham                            | 21,0975 km | Micah Kogo                    | Sara Moreira           |
| 11 novembre | Marathon de Beyrouth Beyrouth                              | 42,195 km  | Kedir Fekadu                  | Seada Kedir            |
| 18 novembre | Semi-marathon de Boulogne-Billancourt Boulogne-Billancourt | 21,0975 km | Tesfaalem Gebrearegawi Mehari | Tigist Kiros           |

## Liens
- Site Officiel